# 2011年3月香港

## 3月28日
- 就銀行公會提出的雷曼迷債最終處理方案，雷曼苦主大聯盟表明不接受，認為銀行有責任向客戶退回百分百本金，方案未能反映銀行的違規銷售行為。但財政司長曾俊華表示方案已反映各方誠意，鼓勵受影響的投資者接受。[來源請求]

## 3月27日
- 銀行公會公布雷曼迷債事件最終處理方案的建議，16間分銷銀行同意向合資格客戶，收回抵押品以及發放特惠款項，相當於客戶本金的85%至96.5%。迷債抵押品接管人相信新方案很大機會獲通過，客戶最遲6月底可取得款項。[來源請求]

## 3月25日
- 市建局公布馬頭角及深水埗兩個重建項目，約210個住戶受影響，局方即時展開凍結人口調查。市建局預計，兩個項目預計在2018至2019年完成重建，共提供200個新住宅單位。 市區重建局新聞稿
- 美林董事簡崇諾2003年被殺案，高等法院重審案件後，9人陪審團一致裁定，簡崇諾妻子謀殺罪名成立，法庭依例判處被告終身監禁。美林董事被殺案 其妻被判囚終身

## 3月24日
- 香港高等法院裁定東方報業集團控告維基百科誹謗勝訴，法庭頒令禁制維基媒體基金會繼續發佈該等誹謗性文字，及需要賠償原告。東方日報（页面存档备份，存于）

## 3月22日
- 死因庭完成就馬尼拉人質事件的研訊，8名死者全獲陪審團裁定為「不合法被殺」。陪審團同意，無人制止或控制槍手門多薩的情緒，以致他失控。[來源請求]

## 3月21日
- 市建局敲定樓換樓賠償安排新方案，新啟動的重建項目，自住業主可選擇購買原址重建單位，或為「樓換樓」興建的啟德項目。，市建局會在同區七年樓賠償中扣起樓價三成作訂金。 市區重建局新聞稿

## 3月18日
- 前練馬師、前上水鄉事委員會主席簡炳墀及北區區議員候金林，涉嫌在日前舉行上水鄉委會執行委員選舉中舞弊，被廉政公署拘捕。[來源請求]

## 3月17日
- 由於市民擔心福島核危機會影響食鹽供應，香港多個地區於早上出現搶購食鹽潮，部份零售店鋪的食鹽沽清。食衞局長周一嶽認為有投機者散播謠言，強調服用食鹽過量會影響健康，呼籲毋須就核輻射杞人憂天。[來源請求]
- 保安局考慮到福島災情嚴重，呼籲香港市民盡快離開東京，國泰於星期四晚及星期五會有額外航班接載市民回港。[來源請求]
- 原定於是日就人質事件作供的菲律賓國家調查局人員，再次突然缺席聆訊。菲律賓司法部答應明日安排8人，包括醫生及法證人員，透過視像會議作供。[來源請求]
- 有死者家屬希望約見行政長官，希望向菲律賓施壓，令關鍵證人能透過視像系統作供。政府發言人表示，特區政府已循多個渠道，促請菲律賓當局安排證人作供。[來源請求]
- 香港的失業率進一步回落至3.6%，較對上一次調查下跌0.2%，失業人數是2008年4至6月以來最低，回落至金融海嘯爆發前的水平。但受日本地震影響，失業率在下半年有回升壓力。[來源請求]

## 3月16日
- 保安局長李少光表示，即使福島核事故發展至最壞的7級，對香港影響亦不大。亦理解有擬到日本的市民，不滿政府未向全日本發黑色外遊警示，令他們無法退款，但強調外遊警示非退款機制。 [來源請求]
- 現時有過千名香港人在日本，22人仍未聯絡上。對於有報道指，東京的輻射水平是平日的20倍，衞生署專家表示，輻射量等同照了一次胸肺x光，長遠不會危害人體健康。[來源請求]
- 香港政府即日起在機場禁區設立「日本抵港旅客衞生台」，向從日本抵港的旅客提供自願輻射測試。至今有64名旅客自願接受檢測，全部均無問題。[來源請求]
- 立法會以35票贊成，12票棄權，無人反對下，通過臨時撥款決議案，令政府有資源，應付4月1日新財政年度起，至預算案表決之前，推行各項公共服務，涉及撥款597億元。[來源請求]
- 死因庭續訊菲律賓人質事件，槍手的弟弟透過視像系統作供，其供詞與當地聽證會的內容不同。他表示馬尼拉市長林雯洛企圖將談判失敗的責任，歸咎於他本人。[來源請求]
- 國家發展和改革委員會重申，在「十二．五」規劃綱要內，香港並無被規劃。又表示特區官員都有在規劃中給予意見，綱要中亦沒有以「要香港怎樣」的角度撰寫。[來源請求]
- 政府推出三幅紅磡住宅用地拍賣及招標。有測量師估計當中高山道前海關已婚關員宿舍地皮，成交價將達到12億港元。[來源請求]

## 3月15日
- 保安局副局長黎棟國表示，基於日本核事故的嚴重性及不確定性，特區政府決定擴大對日本的黑色外遊警示，包括福島縣、宮城縣、茨城縣及岩手縣，至於其他地方仍維持紅色警示。[來源請求]
- 香港天文台助理台長梁榮武表示，本港的輻射水平仍正常，預測日本未來幾天吹西風，放射性物質會吹向太平洋，不會影響香港。[來源請求]
- 中國駐日使領館因應福岛核电站事故的严重性和不确定性，宣佈撤離宫城县、福岛县、茨城县及岩手县包括香港同胞在內的中國公民，並送到東京成田机场和新潟机场，并派航班协助返回中国。[來源請求]
- 在人質事件中五名負責驗屍的菲律賓警員，突然缺席原定於下午透過視像會議為死因庭作供，最快要到星期四才能作供。而槍手門多薩的弟弟已承諾，星期三早上透過視像會議作供。[來源請求]

## 3月14日
- 總理溫家寶指出香港有充裕的財政收入，要照顧好弱勢社群，致力改善民生，重視解決經濟及社會發展中的深層次矛盾，又指中央的規劃不會代替香港自身規劃。[來源請求]
- 死因庭續訊人質事件，急救專家作供指，領隊謝廷駿如在中槍後得到即時救治，估計存活率逾半。另有獲傳召的菲律賓證人通知死因庭，明日會透過視像作供。[來源請求]

## 3月12日
- 保安局長李少光表示，入境處共收到1,895項的查詢以及571宗的港人求助個案，而因日本福島第一核電廠發生爆炸，當局決定對福島縣發出黑色外遊警示，呼籲市民不要前往福島縣。旅遊界決定取消3月14日及之前往東京的旅行團。[來源請求]

## 3月11日
- 保安局副局長黎棟國在回應日本地震時表示，當局估計約有1,200名香港旅客身處日本，入境處已派人到當地協助。政府已向日本發出紅色旅遊警示，並對日本人民致以深切慰問。[來源請求]
- 本港天文台錄得是次地震為8.9級，在日本本州東面近岸發生，海嘯會在太平洋一帶擴散，預計於晚上抵達本港，但因香港距離日本較遠，相信水位上升幅度不會超過半米。 香港天文台新聞公報（页面存档备份，存于）
- 西九文化區前行政總裁謝卓飛發聲明，對接受英國文化協會新職位後引起爭議感抱歉。他表示醫生在2010年12月曾強烈建議他不要回到香港工作，辭職返回英國後才求職。[來源請求]

保安局局長李少光表示，截至今日下午六時，主要是涉及港人與在日本的親友暫時失去聯絡，另外，亦有個案提出要求提前返港，其中60人透過入境處協助已經提前返港。另外，有港人要求提供日本地震的資訊。 入境處已派人分別前往羽田以及成田機場，為滯留在當地的港人提供可行協助。 李少光又指出，目前本港有25個旅行團在本州，其中8個團大約200位團友今日返港，另外，大約300人不遲於本月15日返港。他又估計，日本有800名本港自由行旅客，相信部份人已返港。 旅遊界已經取消前往東京的旅行團直至下周一。

## 3月2日
- 香港政府自回歸以來首次修訂財政預算案。政府為舒解民困，決定修訂2011年至2012年度香港政府財政預算案，向18歲或以上的香港永久性居民派發港幣6000元現金，以取代注資6000元至強積金的措施。明報